# Ceratocombus coleoptratus
Ceratocombus coleoptratus – gatunek pluskwiaka z podrzędu różnoskrzydłych i rodziny Ceratocombidae. Zamieszkuje palearktyczną Eurazję.

## Taksonomia
Gatunek ten opisany został po raz pierwszy w 1819 roku przez Johana Wilhelma Zetterstedta pod nazwą Anthocoris coleoptrata. Jako lokalizację typową wskazano Lärketorp w Östergötland i Abusę w Skanii. W 1852 roku Victor Antoine Signoret opisał go niezależnie pod nazwą Astemma mulsanti i pod nią wyznaczył gatunkiem typowym taksonu Ceratocombus.

## Morfologia
Krótkoskrzydłe samce osiągają od 1,45 do 1,6 mm, a krótkoskrzydłe samice od 1,6 do 1,9 mm długości ciała. Samice długoskrzydłe dorastają do 2,15 mm długości, ale spotykane są rzadko. Ciało w zarysie jest podługowato-jajowate, ubarwione od brązu lub ciemnej szarości po czerń. Głowa ma umieszczone blisko oczu przyoczka, czteroczłonowe czułki z pałkowatymi dwoma nasadowymi członami i nitkowatymi dwoma wierzchołkowymi oraz czteroczłonową, cienką, sięgającą tylnej pary bioder kłujkę. W tylnej części oczu złożonych wyrastają sterczące na boki szczecinki. Trapezowate przedplecze ma krawędzie boczne z trzema parami długich szczecinek. Półpokrywy pozbawione są dodatkowej komórki trójkątnej. Zakrywki nachodzą na siebie tylko u form długoskrzydłych. Odnóża przedniej pary u samicy mają wąskie stopy zbudowane z dwóch członów, u samca zaś stopy pogrubione i zbudowane z trzech członów. U obu płci odnóża pary środkowej mają stopy dwuczłonowe, a pary tylnej trójczłonowe.

## Ekologia i występowanie
Owad ten zasiedla głównie lasy, ale znajdywany jest też w zaroślach, na polanach i łąkach. Wybiera siedliska od prawie suchych po wilgotne. Najchętniej zamieszkuje rzadkie drzewostany. Bytuje w ściółce, wśród mchów i rozkładających się szczątków roślinnych. Aktywne osobniki spotyka się od kwietnia do maja oraz od sierpnia do października. Zimuje przypuszczalnie pod postacią jaja.
Gatunek palearktyczny. W Europie znany jest z Hiszpanii, Irlandii, Wielkiej Brytanii, Francji, Belgii, Holandii, Luksemburga, Niemiec, Szwajcarii, Austrii, Włoch, Danii, Szwecji, Norwegii, Finlandii, Estonii, Łotwy, Polski, Czech, Słowacji, Węgier, Białorusi, Ukrainy, Rumunii, Bułgarii, Bośni i Hercegowiny, Macedonii Północnej, Grecji oraz europejskiej części Rosji. W Azji podawany jest z Syrii, Izraela, Syberii, dalekowschodniej Rosji i Mongolii.